# PBSG Wolfsburg
Die PBSG Wolfsburg (offiziell: Pool-Billard-Sport-Gemeinschaft Wolfsburg 1986/89 e. V.) ist ein 1986 gegründeter Billardverein aus Wolfsburg.

## Geschichte
Die PBSG Wolfsburg wurde 1986 gegründet. In der Saison 2007/08 erreichte sie das Finale des deutschen 8-Ball-Pokals, unterlag dort jedoch dem 1. PBC Berrenrath. In der Regionalliga wurde der Verein 2010 Vierter und stieg 2011 als Achtplatzierter in die Oberliga ab. Dort erreichte die Mannschaft 2012 den dritten Platz und schaffte somit den direkten Wiederaufstieg. In der Regionalliga wurde man in der Saison 2012/13 Vierter. Ein Jahr später erreichte die Mannschaft den ersten Platz und stieg somit in die 2. Bundesliga auf, in der sie in der Saison 2014/15 Vierter wurde. In der folgenden Spielzeit belegte die PBSG Wolfsburg den fünften Platz. Anschließend wurde die Zweitligamannschaft abgemeldet und der Verein übernahm den Oberligastartplatz der zweiten Mannschaft.
Die zweite Mannschaft der PBSG Wolfsburg stieg 2012 als Meister der Verbandsliga in die Oberliga auf und wurde dort 2014 Dritter. Ab der Saison 2016/17 spielt sie in der Verbandsliga, nachdem die erste Mannschaft den Oberligastartplatz übernommen hat.

### Platzierungen seit 2009
| Erste Mannschaft | Erste Mannschaft          | Erste Mannschaft |
| Saison           | Liga (Spielklasse)        | Platz            |
| ---------------- | ------------------------- | ---------------- |
| 2009/10          | Regionalliga Nord-Ost (3) | 4                |
| 2010/11          | Regionalliga Nord-Ost (3) | 8                |
| 2011/12          | Oberliga (4)              | 3                |
| 2012/13          | Regionalliga Nord (3)     | 4                |
| 2013/14          | Regionalliga Ost (3)      | 1                |
| 2014/15          | 2. Bundesliga Nord (2)    | 4                |
| 2015/16          | 2. Bundesliga Nord (2)    | 5                |
| 2016/17          | Oberliga (4)              |                  |

| Zweite Mannschaft | Zweite Mannschaft    | Zweite Mannschaft |
| Saison            | Liga (Spielklasse)   | Platz             |
| ----------------- | -------------------- | ----------------- |
| 2009/10           | nicht bekannt        |                   |
| 2010/11           | Verbandsliga Ost (5) | 3                 |
| 2011/12           | Verbandsliga Ost (5) | 1                 |
| 2012/13           | Oberliga (4)         | 6                 |
| 2013/14           | Oberliga (4)         | 3                 |
| 2014/15           | Oberliga (4)         | 4                 |
| 2015/16           | Oberliga (4)         | 4                 |
| 2016/17           | Verbandsliga Ost (5) |                   |

## Aktuelle und ehemalige Spieler
(Auswahl)
| - Sandra Graw - Mike Grützner + - Fitim Haradinaj - Anke Liepelt - Thomas Lüttich | - Lars Otto - Martin Poguntke - Dean Risinger - Philipp Schröder - Christian Weigoni |